# Todd Grisham

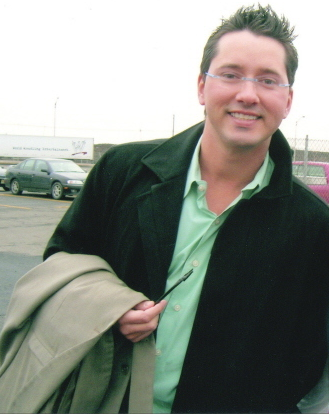
Todd Grisham 2008

Todd Grisham (* 9. Januar 1976 in Hattiesburg, Mississippi) ist ein US-amerikanischer Sportjournalist, der derzeit für Ultimate Fighting Championship (UFC) und Glory Kickboxing aktiv ist. Seine Karriere startete er bei World Wrestling Entertainment (WWE). Danach war er bei der Fernsehsendung Friday Night Fights für den Sender ESPN aktiv.

## Leben
In Hattiesburg, Mississippi geboren, wuchs er in Bay Minette, Alabama auf. Dort besuchte er die Baldwin County High School, wo er als Stürmer Fußball spielte. Doch seine Familie zog häufig um, so dass er seine High School häufig wechseln musste. Seinen Abschluss machte er an der Orange Park High School in Orange Park, Florida. Anschließend studierte er an der Wingate University, wo er ein Stipendium als Fußballspieler erhielt. er wechselte schließlich an die University of West Georgia, wo er einen Abschluss in Kommunikationswissenschaften erhielt. Anschließend arbeitete er anderthalb Jahre für den Sender KTVO in Ottumwa, Iowa und fünf Jahre als Sportmoderator für KOLD-TV in Tucson. Anschließend unterschrieb er einen Vertrag bei World Wrestling Entertainment, für die er ab dem 14. Januar 2004 arbeitete.
Bei WWE begann er als Moderator bei WWE Heat zusammen mit Josh Mathews und Jonathan Coachman. Der Sendung blieb er vier Jahre lang erhalten. Daneben moderierte er WWE Experience, zunächst zusammen mit Ivory, dann alleine. Außerdem war er Moderator von WWEs erster Internet-Show WWE Byte This!. Für WWE Raw trat er als Backstage-Reporter auf. 2005 begann er außerdem WWE Bottom Line zu moderieren.
Grisham moderierte außerdem die Webshow WWE Unlimited, die Szenen aus WWE Raw zeigte, die während der Werbepausen geschahen. Am 1. Mai 2006 sprang Grisham für den WWE-Raw-Moderator Joey Styles ein, der (in der Storyline) während der Sendung kündigte. Daher durfte er den Hauptkampf zusammen mit Jerry Lawler moderieren.
Während einer Folge von Byte This antwortete er auf einen Brief des Ultimate Warriors, in dem dieser ihn als „schwul“ verunglimpfte und auch den gerade von Krebs genesenden Bobby Heenan schwer beleidigte. Grisham reagierte mit Humor auf die Beleidigungen. Weitere Kontroversen bei Byte This hatte er mit Fans von TNA-Fans, die ihn anriefen und beleidigten.
2008 wechselte Grisham zum ECW-Brand, wo er für kurze Zeit zusammen mit Taz moderieren durfte, der dann von Matt Striker abgelöst wurde. Für seine folgenden Moderationen mit Striker wurden beide 2008 mit dem Slammy Award ausgezeichnet. Während seiner Zeit bei ECW war er weiterhin auch für Raw und später auch für SmackDown tätig. 2009 durfte er außerdem die WWE-Hall-of-Fame-Zeremonie moderieren.

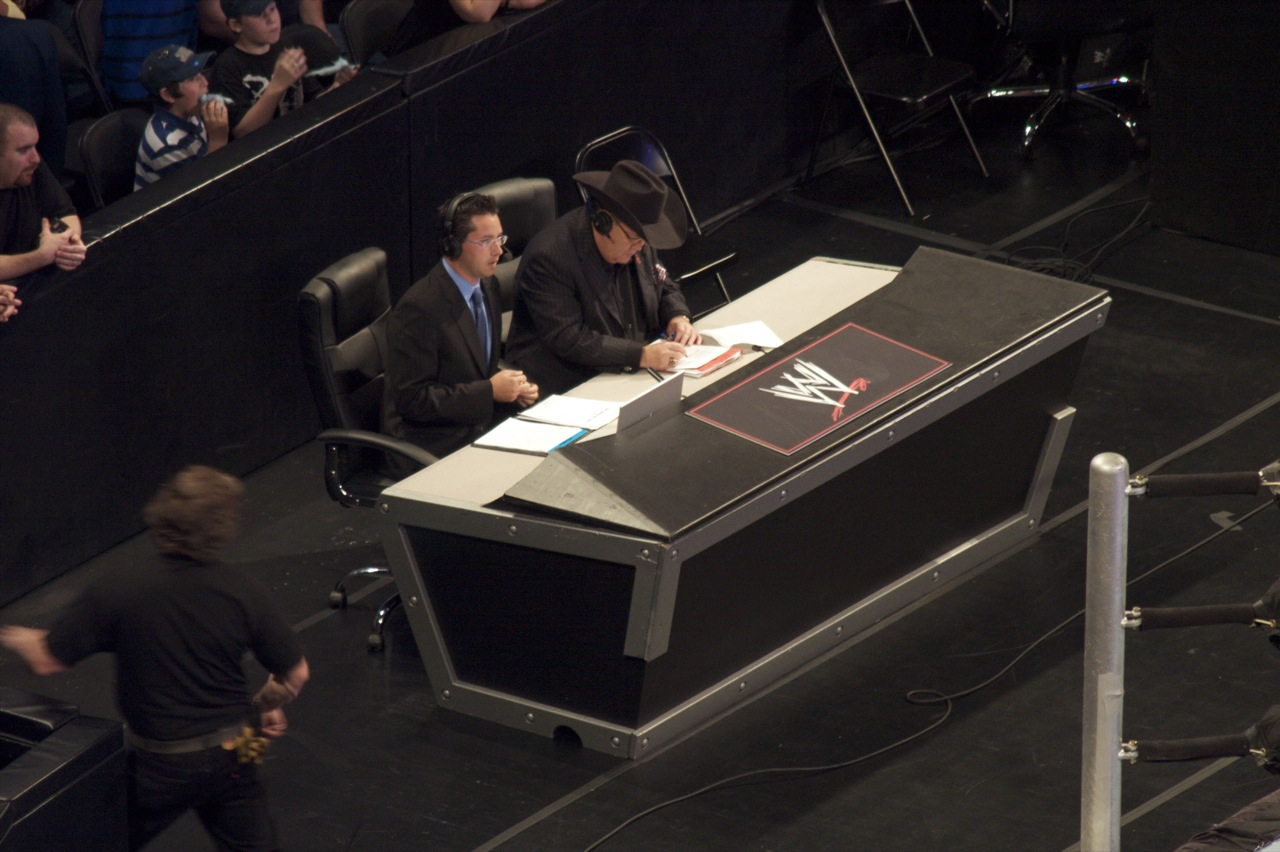
Grisham mit Jim Ross bei SmackDown

2009 wurde Grisham von Josh Matthews bei ECW abgelöst. Grisham wechselte am 10. April 2009 zu SmackDown, wo er mit Moderatorenlegende Jim Ross moderieren durfte. Am 30. Oktober 2010 durfte er wieder mit Striker moderieren. Am 7. Dezember 2010 wechselte er von SmackDown zu WWE NXT, wo er Michael Cole ablöste. Zunächst mit Matthews im Team durfte er später mit William Regal moderieren. Er verließ die WWE schließlich am 26. August 2011.
Kurz darauf begann er beim Fernsehsender ESPN, wo er ab dem 16. Oktober 2011 Co-Moderator von ESPNEWS wurde. Außerdem hatte er Auftritte bei America This Morning. Einen kleinen Skandal löste er am 22. Oktober 2011 aus, als er die Niederlage von Oklahoma gegen die Texas Tech University als Trail of Tears bezeichnete. Er entschuldigte sich später für diesen Kunstgriff.
Am 10. November 2011 übernahm er Jon Aniks Moderation der Fernsehsendung MMA Live und am 28. Dezember 2011 wurde er Moderator der Sendung SportsCenter.
Seit 2016 moderiert er für die Kickbox-Promotion Glory. Sein Debüt hatte er als Interviewer bei Glory 30. Seit dem 3. Januar 2017 ist er außertdem als Moderator der UFC zu sehen. Seinen ersten Auftritt hatte er bei der UFC Fight Night: Rodríguez vs. Penn am 15. Januar 2017. Er moderiert für den Sender Fox Sports 1.
Von 2004 bis 2006 war er mit Stephanie Grisham verheiratet, die von 2019 bis April 2020 Pressesprecherin des Weißen Hauses unter Präsident Donald Trump war.

## Moderationstätigkeiten
- 2004–2008: WWE Heat
- 2004–2008: WWE Byte This!
- 2004–2006: WWE Experience
- 2004–2007: WWE Bottom Line
- 2004–2009: WWE Raw (Backstage-Reporter)
- 2006–2007: WWE Raw (Ersatzmoderator)
- 2007–2011: Fox Soccer Channel
- 2008–2009: ECW
- 2009–2010: WWE SmackDown
- 2009–2010: WWE Superstars
- 2009–2011: WWE SmackDown (Backstage-Reporter)
- 2010–2011: WWE NXT
- 2011–2016: ESPN
- seit 2016: Glory
- seit 2017: UFC